# The Main Chance
The Main Chance  è una serie televisiva britannica trasmessa per la prima volta su ITV in quattro stagioni dal 1969 e il 1975. È una serie drammatica che descrive l'improvvisa trasformazione nella vita di un avvocato, David Main (interpretato da John Stride), dopo che si è trasferito da Londra a Leeds. È stato creato da Edmund Ward e John Malcolm; quest'ultimo era uno pseudonimo di John Batt che era un avvocato praticante. Batt ha anche composto la musica.

## Episodi
| Stagione         | Episodi | Prima TV originale | Prima TV Italia |
| ---------------- | ------- | ------------------ | --------------- |
| Prima stagione   | 6       | 1969               | Inedita         |
| Seconda stagione | 13      | 1970               | Inedita         |
| Terza stagione   | 13      | 1972               | Inedita         |
| Quarta stagione  | 13      | 1975               | Inedita         |

## Distribuzione

### Home video
Tutte e quattro le stagioni della serie sono state distribuite in DVD nel Regno Unito.